# Trébabu
Trébabu (bret. Trebabu) – miejscowość i gmina we Francji, w regionie Bretania, w departamencie Finistère.
Według danych na rok 1990 gminę zamieszkiwało 346 osób, a gęstość zaludnienia wynosiła 79 osób/km² (wśród 1269 gmin Bretanii Trébabu plasuje się na 921. miejscu pod względem liczby ludności, natomiast pod względem powierzchni na miejscu 1038.).